# Blush (groupe)
Pour les articles homonymes, voir Blush.
Blush est un girl group asiatique, originaire de Hong Kong, actif entre 2010 et 2016. qui était originellement composé de cinq membres : Angeli Flores (originaire des Philippines), Alisha Budhrani (originaire d'Inde), Victoria Chan (originaire de Hong Kong), Natsuko « Nacho » Danjo (originaire du Japon) et Ji Hae Lee (originaire de Corée du Sud. Cette dernière quitte cependant le groupe en 2014 pour des raisons personnelles. Fin 2015, à l'occasion de la sortie de l'une de leurs chansons dans la série Netflix Glitter Force, le groupe annonce l'arrivée de Nikita Vecino (originaire des Philippines) au sein du groupe.

## Histoire

### Formation (2010)
Blush est formé par FarWest Entertainment en 2010 avec l'intention de populariser un girl group asiatique aux États-Unis, en Asie et dans le reste du monde. Les cinq membres originelles du groupe ont été sélectionnées dans le cadre du « project Lotus », qui avait pour objectif de former un groupe qui serait l'équivalent asiatique des Spice Girls,. Un jury composé de cinq professionnels de la musique, originaires de Corée du Sud (dont le chanteur rock Yoon Do Hyun, du groupe sud-coréen YB), fut chargé de voyager dans différents pays d'Asie (incluant la Chine, le Japon, la Corée du Sud et l'Inde) afin de mener à bien des auditions.

### Débuts (2010–2013)
En 2011, Blush se produit aux côtés d'autres artistes dont B.o.B, Far East Movement, Black Eyed Peas, Justin Bieber, Jessie J et Diana Ross. Blush sort sept singles, les deux les plus visionnés sur YouTube au 5 septembre 2014 sont Warrior (1 062 181 vues) et Undivided (1,047,541 de vues).
Le 24 mai 2013, lors des Singapore Social Awards, produit par Starcount, Blush se produit aux côtés de Carly Rae Jepsen, Cee Lo Green, et Psy. Le concert a lieu dans les Gardens by the Bay à Singapour, il dure quatre heures devant 8 000 personnes. Le concert était retransmis en direct sur YouTube, avec environ 12 000 personnes visionnant le live sur internet. Blush y chantait ses singles Warrior, All Stars, Miss Out, Surrender et Sweatly Leave Me avec un accueil mitigé.

### Make You Blush(2014–2016)
Le 14 octobre 2014, Blush sort le single promotionnel Every Woman sur iTunes. Il fait œuvre de sensibilisation sur le cancer du sein.
Le 17 mars 2015, le groupe sort son premier album Make You Blush, qui comporte 23 titres dont les singles Dance On, Ain’t Nobody Got Time for That, All Stars, Warrior et Doing It Better, ainsi que 12 titres inédits et 6 remixes,,,.
Le groupe se sépare dans la discrétion en 2016 après une performance à Hong-Kong.

## Membres
- Angelie Flores (2010-2016) : Angeli Flores, de son vrai nom Angeli Mae Flores, est née le 3 décembre 1989 (35 ans) en Arabie saoudite. Elle participe en 2002 au concours du label Viva Records, Star for a Night, à la télévision philippine, où elle est finaliste. Elle apparaît également dans Pinoy Idol (l'équivalent de la Nouvelle Star en France). En 2005, elle sort un EP appelé « Sabi Mo Lang Pala ». Elle joue aussi du piano et de la guitare[14]. Angeli est la chanteuse principale du groupe, avec Alisha. Elle est originaire de Marikina, aux Philippines. Sa principale influence musicale est la chanteuse Alicia Keys[15].

- Alisha Budhrani (2010-2016) : Alisha Budhrani est née le 10 février 1992 (33 ans) à Hong Kong en Chine, mais est originaire de Bombay en Inde. Elle parle couramment l'anglais, le cantonnais, l'espagnol et l'hindi et maîtrise plusieurs danses (hip-hop, salsa, danses orientale, hawaïenne, indienne contemporaine et bollywoodienne). Ses talents de danseuse lui ont permis d'être danseuse d'arrière-plan pour Eason Chan ou encore Coco Lee[16]. C'est la chanteuse principale du groupe avec Angeli. Sa principale influence musicale est Beyoncé.

- Victoria Chan (2010-2016) : Victoria est née un 12 novembre à Liverpool au Royaume-Uni et elle est originaire de Hong Kong en Chine. Elle a participé à la chanson du 2008 Beijing Olympics Torch Relay[15] et elle parle couramment l'anglais, le cantonnais et le mandarin[17]. Ses influences musicales sont Céline Dion et John Mayer.

- Natsuko « Nacho » Danjo (2010-2016) : Nacho est née le 18 juillet 1991 (33 ans) et vient de Ōita au Japon. Elle parle couramment le japonais et l'anglais et elle a participé au concours de danse « Head Hunter » et « Gangsta Boogie » avec son groupe « SpongePants »[18]. Son style de musique préféré est le hip-hop, et elle danse depuis qu'elle est enfant. Elle est la danseuse principale du groupe et elle cite comme influences musicales Lil Wayne mais aussi Christina Aguilera[15].

- Nikita Vecino  (2015-2016) : Nikita Vecino rejoint le groupe fin 2015 pour la chanson du générique de la série d'animation Glitter Force[2]. Elle avait participé au concours de départ pour intégrer le groupe mais n'avait pas été initialement retenue[19].

- Ji Hae Lee (2010-2014); : Ji Hae est née le 29 mai 1986 (38 ans) en Corée du Sud et a étudié à l'université Hoseo, puis elle a participé au concours Superstar K. Ji Hae Lee quitte le groupe en 2014 pour raisons personnelles. Elle a annoncé avoir l'intention de se lancer en solo [20].

## Discographie

### Album studio
- 2015 : Make You Blush

### EP
- 2012 : The Undivided[21] (FarWest Entertainment)

1. Undivided (featuring Snoop Dogg)
2. All Stars
3. Warrior
4. Sweetly Leave Me
5. Together We're Greater
6. Undivided (Dave Audé Radio Mix)
7. Undivided (Morgan Page Radio Mix)
8. Dance On (WAWA Radio Mix)
9. Dance On (Razor N' Guido Radio Mix)

### Singles
- 2011 : Undivided (feat. Snoop Dogg) (premier single de Blush[7]. ; clip vidéo réalisé avec l'application Taptrix Brushes Ipad[22] par Shawn Harris)
- 2011 : Dance On (numéro 1 aux U.S. Billboard Dance Charts en février 2012)
- 2011 : Up, Up and Away (chanson apparue sur la bande originale de Shake It Up: Live 2 Dance)
- 2012 : All Stars (clip filmé à Hong Kong et Los Angeles)[23].
- 2012 : Miss Out (sorti le 6 septembre 2012[24] ; clip vidéo chorégraphié par Sheryl Murakami, qui a aussi chorégraphié le clip Run the World de Beyoncé).
- 2012 :  Electric (sorti le 30 octobre 2012 ; clip sous forme d'animation)[25].
- 2013 : Warrior (sorti le 14 février 2013)[6].
- 2014 : Ain't Nobody Got Time for That (sorti le 14 janvier 2014)[26].
- 2014 : Every Woman (single promotionnel contre le cancer du sein)
- 2015 : Crzy Love

## Concerts

### En tête d'affiche
- Every Woman Tour (2014)

### Avec d'autres
Blush est en tournée aux Philippines et à Singapour. Le groupe est aussi en première partie de Jessie J à un concert en Malaisie (16 mars 2012), en Indonésie (18 mars 2012) et à Singapour (20 mars 2012). Blush est en concert en Californie, dans le Nevada et dans le New Jersey.